# Anastassija Trubezkaja

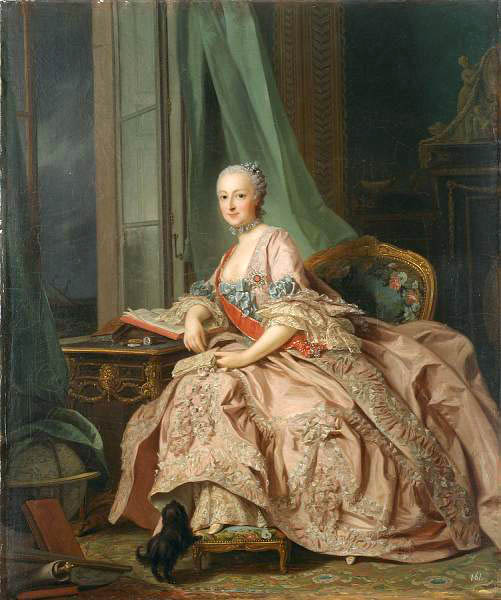
Anastasia Trubetzkaja, Erbprinzessin von Hessen-Homburg

Anastassija Trubezkaja (russisch Анастасия Трубецкая, deutsch veraltet auch Anastasia Trubetzkaja; * 14. Oktober 1700; † 27. November 1755 in Sankt Petersburg) war eine russische Fürstin aus dem Hause Trubezkoi und durch Heirat Erbprinzessin von Hessen-Homburg.

## Leben
Sie stammte aus dem Fürstengeschlecht Trubezkoi den Nachfahren der Gediminiden. Anastassija war eine Tochter des Fürsten Iwan Jurjewitsch Trubezkoi (1667–1750) aus dessen Ehe mit Prinzessin Irina Naryschkina (1671–1749). Ihr Vater, genannt „der letzte Bojar“, war russischer Feldmarschall und Onkel des russischen Staatsmanns Nikita Jurjewitsch Trubezkoi (1699–1767). Sie war die Schwester von Iwan Iwanowitsch Bezkoi (1704–1795), gewissermaßen ihrem Stiefbruder.
Am 14. Januar 1717 vermählte sie sich erst 16-jährig in St. Petersburg mit dem Fürsten Dimitrie Cantemir (1673–1723), Woiwoden der Moldau, der im Jahr seines Todes zum deutschen Reichsfürsten ernannt worden war. Die als reich, schön und klug beschriebene Fürstin stand bei den Zarinnen Anna und Elisabeth in hoher Gunst. 
Sie vermählte sich in zweiter Ehe am 3. Februar 1738 in St. Petersburg mit dem russischen Feldmarschall und Erbprinzen Ludwig Gruno von Hessen-Homburg (1705–1745). Im Jahr 1739 bereiste das Paar Deutschland und hielt sich dabei zum einzigen Mal in Homburg auf, der vorgesehenen Residenz ihres Gemahls, der jedoch ein Jahr vor seinem Vater starb und nicht zur Regierung kam. Anastassija starb am 27. November 1755 in Sankt Petersburg und wurde in der Kathedrale des Alexander-Newski-Klosters bestattet.

## Nachkommen
Anastasia hatte aus ihrer ersten Ehe eine Tochter; die zweite Ehe war kinderlos geblieben.
- Katharina Smaragda (1720–1761)

⚭ 1751 Fürst Dmitri Michailowitsch Galitzin (1721–1793)

## Auszeichnungen
- Russischer Orden der Heiligen Katharina